# Henri Jean Rigel
Henri Jean Rigel (Parijs, 15 mei 1770 – Abbeville, 16 december 1852) was een Frans componist, muziekpedagoog en pianist. Hij is een zoon van de componist, muziekpedagoog en pianist Henri-Joseph Rigel en de jongere broer van de componist Louis Rigel (1769-1811).

## Levensloop
Rigel kreeg eerste lessen van zijn vader en begon in 1784 zijn studie aan de Koninklijke zangschool (L'École royale de chant) in Parijs. In 1795 wisselde hij aan het Conservatoire national supérieur de musique te Parijs en zette zijn studies voort.
Later nam hij deel aan Napoleon Bonaparte's xxpeditie naar en door Egypte. Aldaar, in Caïro, gingen ook twee opera's van hem in première. Hij werd lid van het Egyptisch Instituut voor Wetenschappen en Kunst. Hij werd ook directeur van het Franse theater in Caïro. Na 1800 ging hij terug naar Frankrijk en werd in Parijs pianoleraar. In 1805 werd hij door Napoleon Bonaparte tot "pianiste de la musique particulière de l'Empereur" benoemd, een functie, die door Koning Lodewijk XVIII van Frankrijk nog eens bekrachtigd werd.
Tot zijn bekendste leerlingen behoorde César Franck.

## Composities

### Werken voor orkest
- 4 concerten, voor piano en orkest

### Muziektheater

#### Opera's
| Voltooid in | titel             | aktes  | première                                  | libretto              |
| ----------- | ----------------- | ------ | ----------------------------------------- | --------------------- |
| 1799        | Les Deux Meuniers | 1 akte | 1799, Caïro                               | Ch. L. Balzac         |
| 1805        | Le Duel nocturne  | 1 akte | 23 december 1805, Parijs, Théâtre Feydeau | Charles de Longchamps |

### Werken voor piano
- Trois sonates, voor piano